# Heraeus
Heraeus est un groupe technologique allemand spécialisé dans les métaux précieux et spéciaux, la technologie médicale, le quartz, les capteurs et les sources de lumière.
Fondée à Hanau en 1851, la société est l'une des plus grandes entreprises familiales en Allemagne quant au chiffre d'affaires.